# Dampierland
Dampierland es una biorregión provisional australiana en Australia Occidental. La región también es una sección fisiográfica distinta de la provincia más grande de la Plataforma Nullagine, que a su vez es parte de la división más grande del Escudo de Australia Occidental.
La biorregión está ubicada en el área de Kimberley e incorpora el país adyacente a Broome, incluida la península de Dampier y la región costera detrás de Eighty Mile Beach. Su vegetación característica es el bosque de pindan.
Dampierland se caracteriza por sus extensas llanuras, cordilleras y desfiladeros espectaculares. La vegetación se caracteriza por matorrales de acacias con árboles dispersos y áreas de pastizales y sabanas. La biorregión contiene tierras aborígenes, arrendamientos de pastores y algunas reservas de conservación. El clima se describe como seco semiárido tropical, con lluvias en verano.